# Benjamin Schulte
Benjamin Schulte (Tamuning, 22 dicembre 1995) è un nuotatore statunitense che compete nel nuoto in acque libere per il territorio di Guam, dov'è nato.

## Mondiali 2011
Ha partecipato ai campionati mondiali di nuoto 2011 nei 100 e nei 200 metri rana, venendo in entrambi i casi eliminato in batteria, rispettivamente con il 72º e con il 52º tempo.

## Giochi Olimpici 2012
Pur avendo chiuso le qualificazioni olimpiche al 52º posto, fu chiamato dalla FINA a competere ai Giochi olimpici di Londra 2012 nella 10 km come unico rappresentante dell'Oceania, dopo la rinuncia del nuotatore neozelandese Kane Radford.
Ha chiuso la sua gara olimpica al 25º ed ultimo posto con un distacco di quasi dieci minuti dal penultimo.